# Liverpool (film, 2008)
Pour les articles homonymes, voir Liverpool.
Pour plus de détails, voir Fiche technique et Distribution.
Liverpool est un film franco-argentino-germano-hispano-néerlandais réalisé par Lisandro Alonso et sorti en 2009.

## Fiche technique
- Titre : Liverpool
- Réalisation : Lisandro Alonso
- Scénario : Lisandro Alonso et Salvador Roselli
- Photographie : Lucio Bonelli
- Décors : Gonzalo Delgado
- Son : Catriel Vildosola
- Montage : Lisandro Alonso, Fernando Epstein, Martin Mainoli et Sergi Dies
- Musique : Flormaleva
- Production : 4L[1] - Black Forest Films - CMW Films - Eddie Saeta S.A. - Slot Machine
- Distribution : Zootrope Films
- Pays d’origine :  Argentine -  France -  Allemagne -  Espagne -  Pays-Bas
- Durée : 84 minutes
- Date de sortie :
  - France : 5 août 2009

## Distribution
- Juan Fernández
- Giselle Irrazabal
- Nives Cabrera

## Sélection
- Festival de Cannes 2008 (Quinzaine des réalisateurs)[2]